# Agencja Rynku Rolnego

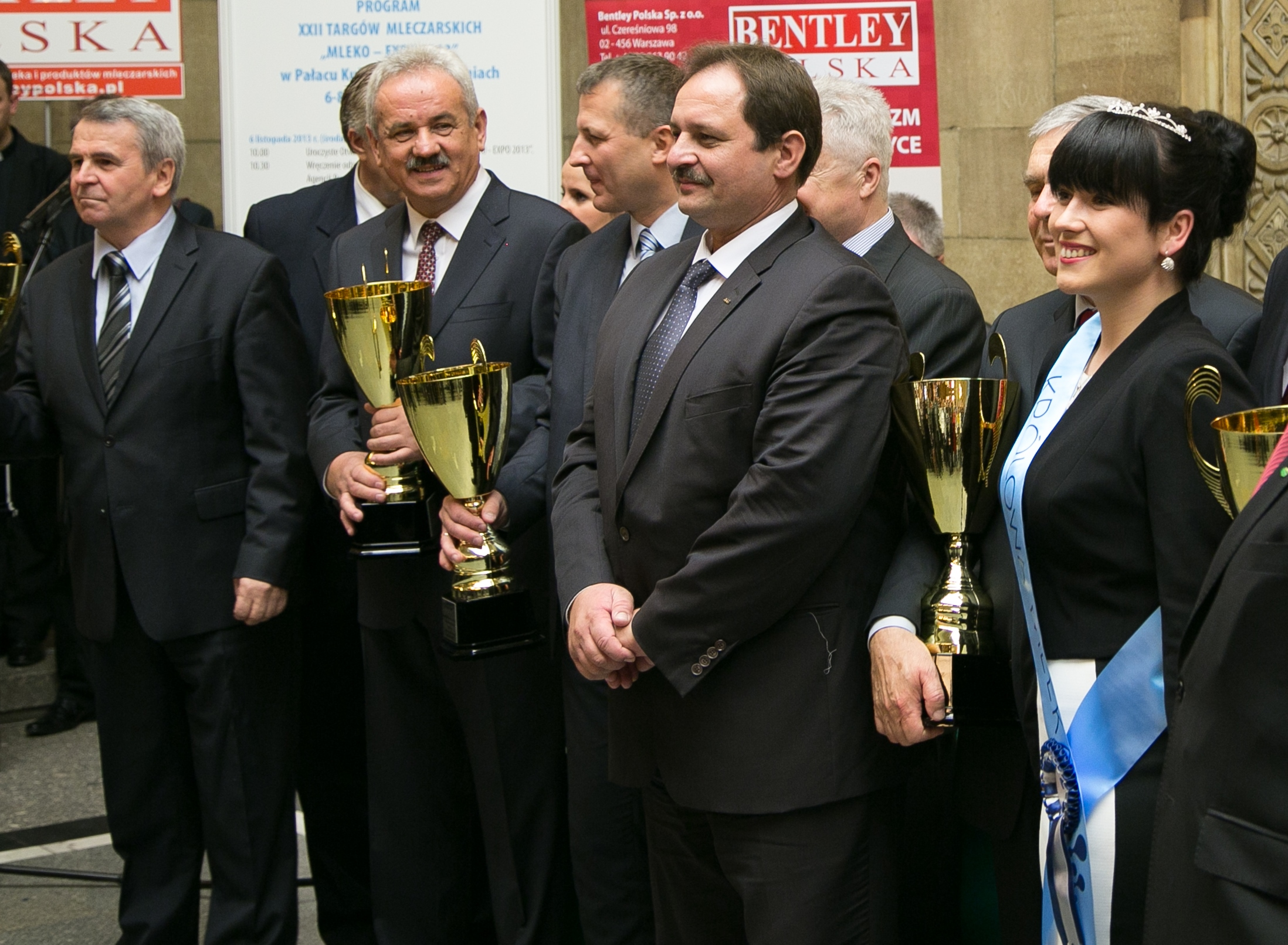
Radosław Szatkowski (prezes ARR, w środku) z Dariuszem Sapińskim (Mlekovita, pierwszy od lewej), Szczepan Szumowski (OSM Giżycko) i Katarzyną Gajownik (Królowa Mleka, po prawej) na otwarciu targów „Mleko-Expo” w Pałacu Kultury i Nauki, 6 listopada 2013 r.

Agencja Rynku Rolnego (ARR) – przedsiębiorstwo państwowe utworzone w czerwcu 1990 w celu realizowania interwencyjnej polityki państwa, istniejące do 1 września 2017. Od 1 maja 2004 była akredytowaną agencją płatniczą Unii Europejskiej i działała zgodnie z jej prawodawstwem. Zajmowała się realizowaniem niektórych zadań Wspólnej Polityki Rolnej m.in.: promocją, dopłatą państwa do spożycia produktów mlecznych, monitorowaniem rynku biokomponentów i biopaliw ciekłych, dopłatami do prywatnego magazynowania produktów, gromadzeniem i administracją danych nt. rynków rolnych i spożywczych.
Siedziba Agencji mieściła się przy Karolkowej 30 w Warszawie. W skład Agencji wchodziło także szesnaście oddziałów terenowych. Podstawami prawnymi jej działania były: Ustawa o Agencji Rynku Rolnego i organizacji niektórych rynków rolnych z 11 marca 2004 (Dz.U. z 2017 r. poz. 1006) oraz Statut, który Agencji nadawał minister rolnictwa i rozwoju wsi w porozumieniu z ministrem finansów.
Prezesa Agencji powoływał Premier na wniosek Ministra Rolnictwa i Rozwoju Wsi w porozumieniu z Ministrem Finansów. Organem wykonawczym i zarządzającym Agencji był Prezes, który kierował jej działalnością przy pomocy od dwóch do czterech zastępców i dyrektorów oddziałów terenowych. Zastępców Prezesa Agencji powoływał i odwoływał, spośród osób należących do państwowego zasobu kadrowego, minister właściwy do spraw rynków rolnych.
Na podstawie ustawy z dnia 10 lutego 2017 o Krajowym Ośrodku Wsparcia Rolnictwa i ustawy – Przepisy wprowadzające ustawę o Krajowym Ośrodku Wsparcia Rolnictwa Agencja 1 września 2017 została połączona z Agencją Nieruchomości Rolnych i przekształcona w Krajowy Ośrodek Wsparcia Rolnictwa, natomiast jedyną płatniczą agencją UE w Polsce od tego momentu jest Agencja Restrukturyzacji i Modernizacji Rolnictwa.

## Prezesi
Źródło
- od 10 lipca 1990 do 8 września 1992: Bolesław Woźniak (w rządach Tadeusza Mazowieckiego, Jana Krzysztofa Bieleckiego, Jana Olszewskiego i Hanny Suchockiej)
- od 8 września 1992 do 16 lipca 1993: Włodzimierz Rembisz (w rządzie Hanny Suchockiej)
- od 17 lipca 1993 do 16 listopada 1993: Jan Lisowski (w rządach Hanny Suchockiej i Waldemara Pawlaka)
- od 16 listopada 1993 do 9 lutego 1998: Kazimierz Gutowski (w rządach Waldemara Pawlaka, Józefa Oleksego, Włodzimierza Cimoszewicza i Jerzego Buzka )
- od 10 lutego 1998 do 19 czerwca 2000: Jan Lisowski (w rządzie Jerzego Buzka)
- od 3 lipca 2000 do 7 listopada 2001: Andrzej Łuszczewski (w rządzie Jerzego Buzka)
- od 7 listopada 2001 do 16 września 2002: Jan Sobiecki (w rządzie Leszka Millera)
- od 17 września 2002 do 15 lipca 2003: Ryszard Pazura (w rządzie Leszka Millera)
- od 16 lipca 2003 do 28 czerwca 2004: Zbigniew Izdebski (w rządach Leszka Millera i Marka Belki)
- od 29 czerwca 2004 do 25 września 2006: Roman Wenerski (w rządach Marka Belki, Kazimierza Marcinkiewicza i Jarosława Kaczyńskiego)[5][6]
- od 25 września 2006 do 16 października 2006: p.o. Ireneusz Jabłoński (w rządzie Jarosława Kaczyńskiego)[6]
- od 16 października 2006 do 25 lutego 2008: Stanisław Kamiński (w rządach Jarosława Kaczyńskiego i Donalda Tuska)
- od 26 lutego 2008 do 29 kwietnia 2008: Bogdan Twarowski (w rządzie Donalda Tuska)[7]
- od maja 2008 do 29 grudnia 2011[8]: Władysław Łukasik (w rządzie Donalda Tuska)
- od 29 grudnia 2011 do 10 września 2012: p.o. Andrzej Łuszczewski (w rządzie Donalda Tuska)
- od 10 września 2012 do 2 czerwca 2013: p.o. Lucjan Zwolak (w rządzie Donalda Tuska)[9]
- od 3 czerwca 2013 do 7 grudnia 2015: Radosław Szatkowski (w rządach Donalda Tuska, Ewy Kopacz i Beaty Szydło)[10]
- od 8 grudnia 2015 do 16 lutego 2016: p.o. Anna Gut (w rządzie Beaty Szydło)[11]
- od 16 lutego 2016 do 31 sierpnia 2017: Łukasz Hołubowski (w rządzie Beaty Szydło)[12]

## Wiceprezesi
- 1997: Jan Sobiecki (w rządzie Włodzimierza Cimoszewicza)
- Włodzimierz Sumara (w rządzie Jerzego Buzka)
- 2000–2001: Leszek Kawski (w rządzie Jerzego Buzka)
- Piotr Szysz (w rządzie Jerzego Buzka)
- od sierpnia 2003 do czerwca 2004: Roman Wenerski (w rządach Leszka Millera i Marka Belki)[6]
- 2004–2007: Mariusz Lipiński (w rządach Marka Belki, Kazimierza Marcinkiewicza i Jarosława Kaczyńskiego)
- Marcin Wroński (w rządzie Jarosława Kaczyńskiego)
- 2006: Ireneusz Jabłoński (w rządzie Jarosława Kaczyńskiego)[6]
- 2007: Bogdan Twarowski (w rządzie Donalda Tuska)[13][7]
- 2007–2008: Henryk Smolarz (w rządzie Donalda Tuska, od 2008 do 2011 prezes KRUS)
- od 2008 do 31 sierpnia 2017: Andrzej Łuszczewski (w rządach Donalda Tuska, Ewy Kopacz i Beaty Szydło)
- 2002–2011: Waldemar Sochaczewski
- od 2011 do 11 lutego 2016: Lucjan Zwolak (w rządach Donalda Tuska, Ewy Kopacz i Beaty Szydło)[14]
- od 21 lipca 2014 do stycznia 2016: Krystyna Gurbiel (w rządach Donalda Tuska, Ewy Kopacz i Beaty Szydło)[15]
- od 11 lutego 2016 do kwietnia 2016: Tomasz Różański (w rządzie Beaty Szydło)
- od 11 lutego 2016 do 31 sierpnia 2017: Jarosław Ołowski (w rządzie Beaty Szydło)
- od 4 kwietnia 2017 do 31 sierpnia 2017: p.o. Bartłomiej Wegner (w rządzie Beaty Szydło)